# Medizinischer Dienst
Der Medizinische Dienst (MD) ist in Deutschland der sozialmedizinische Beratungs- und Begutachtungsdienst für die gesetzliche Kranken- und Pflegeversicherung. Er soll sicherstellen, dass die Leistungen der Kranken- und Pflegeversicherung nach objektiven medizinischen Kriterien allen Versicherten zu gleichen Bedingungen zugutekommen.
In der Regel gibt es in jedem Bundesland einen Medizinischen Dienst. In Nordrhein-Westfalen gibt es zwei Dienste, Berlin und Brandenburg haben einen gemeinsamen Medizinischen Dienst. Für Hamburg und Schleswig-Holstein ist der Medizinische Dienst Nord verantwortlich. Die 15 Medizinischen Dienste und der Medizinische Dienst Bund (MD Bund) bilden die Gemeinschaft der Medizinischen Dienste. Der Medizinische Dienst Bund vertritt die Interessen seiner Mitglieder – der 15 Medizinischen Dienste in den Ländern – auf Bundesebene. Der Medizinische Dienst Bund koordiniert und fördert die Durchführung der Aufgaben und die Zusammenarbeit der Medizinischen Dienste in den Ländern in medizinischen und organisatorischen Fragen mit dem Ziel einer Begutachtung und Beratung nach bundesweit einheitlichen Kriterien. Dazu erlässt der Medizinische Dienst Bund Richtlinien.
Den Medizinischen Dienst gibt es in seiner jetzigen Form seit dem 1. Juli 2021. Er ist die Nachfolgeorganisation des jeweiligen Medizinischen Dienstes der Krankenversicherung (MDK).

## Gründung
Bis zum 30. Juni 2021 war der Medizinische Dienst der Krankenversicherung (MDK) der Begutachtungs- und Beratungsdienst der gesetzlichen Kranken- und Pflegeversicherung. Organisiert waren die MDK auf Landesebene als Arbeitsgemeinschaft der jeweiligen Krankenkassen.
Das MDK-Reformgesetz – das „Gesetz für bessere und unabhängigere Prüfungen“, das am 1. Januar 2020 in Kraft getreten ist – sollte die Medizinischen Dienste stärken und sie unabhängiger von den Krankenkassen organisieren. Die 15 regionalen Dienste firmieren seit dem 1. Juli 2021 unter „Medizinischer Dienst“, sie sind nun einheitlich Körperschaften öffentlichen Rechts.

## Aufgaben
Die Aufgaben des Medizinischen Dienstes sind in den §§ 275ff SGB V und §§ 18,114 SGB XI Elftes Buch – Soziale Pflegeversicherung – geregelt. Der Medizinische Dienst wird aktiv, wenn es um den Grad der persönlichen Pflegebedürftigkeit geht, wenn die Qualität einer Pflegeeinrichtung oder eines Pflegedienstes geprüft wird, wenn eine Vorsorge- oder Rehabilitationsmaßnahme ansteht, ein spezielles Hilfsmittel (zum Beispiel ein Elektro-Rollstuhl) eingesetzt werden soll oder wenn Beschäftigte längere Zeit arbeitsunfähig sind, wenn ein Behandlungsfehler vermutet wird, wenn es um eine neue Untersuchungs- oder Behandlungsmethode oder um Fragen zu einer bestimmten Therapie geht (zum Beispiel Krebstherapie), wenn es um Qualitäts- und Strukturprüfungen im Krankenhaus geht oder wenn es Unklarheiten bei Krankenhausrechnungen gibt.
Beim Medizinischen Dienst arbeiten Fachleute aus allen Bereichen des Gesundheitswesens, darunter Fachärzte, Pflegefachkräfte, Medizintechniker oder Pharmazeuten.
Gutachter des Medizinischen Dienstes beurteilen, ob die Qualität einer Untersuchung, einer Behandlung oder Pflegeleistung dem anerkannten Stand von Medizin und Pflege entspricht. Dabei garantiert das Sozialgesetz die fachliche Unabhängigkeit des Medizinischen Dienstes: Die Gutachter sind nur ihrem ärztlichen und pflegefachlichen Gewissen unterworfen. Sie halten sich an fachliche Qualitätsstandards und sozialrechtliche Bestimmungen.
Gemeinsame Arbeitsgruppen wie die Sozialmedizinischen Expertengruppen kümmern sich um neue Entwicklungen in Medizin und Pflege. Dadurch sind die Gutachter des Medizinischen Dienstes immer auf einem aktuellen Stand.
Für einige sozialmedizinische Themen hat die Gemeinschaft der Medizinischen Dienste Sachverstand gebündelt. So gibt es Kompetenz-Centren für Altersmedizin (Geriatrie), für Krebsmedizin (Onkologie), für Psychiatrie und Psychotherapie sowie für Fragen zur Qualitätssicherung und zum Qualitätsmanagement.

## Zahlen und Daten
Im Jahr 2023 bearbeitete der Medizinische Dienst 2.955.000 Aufträge der Kranken- und 3.280.000 Aufträge der Pflegekassen.
| Begutachtungsanlass                                                                                           | Aufträge  | Voraussetzungen | Voraussetzungen | Voraussetzungen  | andere Antwort |
| --- | --------- | --------------- | --------------- | ---------------- | -------------- |
| Begutachtungsanlass                                                                                           | Aufträge  | erfüllt         | nicht erfüllt   | zum Teil erfüllt | andere Antwort |
| Arbeitsunfähigkeit                                                                                            | 341.000   |                 |                 |                  |                |
| Ambulante Leistungen (Häusliche Krankenpflege, Haushaltshilfen, Spezialisierte ambulante Palliativversorgung) | 111.000   | 66,1 %          | 12,7 %          | 17,0 %           | 4,3 %          |
| Heilmittel | 36.000    | 38,9 %          | 55,9 %          | 2,6 %            | 2,5 %          |
| Hilfsmittel                                                                                                   | 238.000   | 42,8 %          | 29,0 %          | 18,7 %           | 9,5 %          |
| Zahnmedizinische Leistungen                                                                                   | 10.000    | 26,9 %          | 48,6 %          | 20,2 %           | 4,3 %          |
| Neue Untersuchungs- und Behandlungsmethoden                                                                   | 90.000    | 26,0 %          | 54,5 %          | 2,4 %            | 17,1 %         |
| Rehabilitationsleistungen                                                                                     | 346.000   | 60,2 %          | 31,7 %          | 5,5 %            | 2,7 %          |
| Vorsorgeleistungen                                                                                            | 61.000    | 62,7 %          | 32,1 %          | 2,6 %            | 2,6 %          |
| Behandlungsfehler-Vorwürfe                                                                                    | 12.400    | 25,4 %          | 74,6 %          |                  |                |
| Krankenhausabrechnung*1                                                                                       | 1.423.000 | 47,8 %          | 51,5 %          |                  | 0,7 %          |
| Krankenhaus-Strukturprüfung                                                                                   | 13.200    | 97,5 %          | 2,5 %           |                  |                |
| Qualitäts-Vorgaben des G-BA                                                                                   | 1.600     | 59,2 %          | 35,4 %          |                  | 5,4 %          |

*1 Die Durchführung oder Abrechnung der Leistung des Krankenhauses war aus medizinischer Sicht korrekt (hier: Voraussetzung erfüllt), nicht korrekt (hier: Voraussetzung nicht erfüllt) oder es wurde eine andere Antwort gegeben (hier: andere Empfehlung).

## Finanzierung und Aufsicht
Die Krankenkassen und Pflegekassen finanzieren den Medizinischen Dienst jeweils zur Hälfte. Für die rechtliche Aufsicht sind die Sozialministerien der Bundesländer zuständig.

## Organe
Die 15 Medizinischen Dienste sind als Körperschaften des öffentlichen Rechts organisiert. Jeder Medizinische Dienst hat einen 23-köpfigen Verwaltungsrat: 16 Mitglieder kommen aus der Selbstverwaltung, fünf aus Patienten- und Verbraucherorganisationen sowie je ein Mitglied mit beratender Stimme aus der Ärzteschaft und den Pflegeberufen. Der Verwaltungsrat entscheidet über grundsätzliche Angelegenheiten, verabschiedet den Haushalt und wählt den Vorstand, der für das operative Geschäft zuständig ist.